# Ромео и Јулија (филм из 1954)
Ромео и Јулија (енгл. Romeo and Juliet; итал. Giulietta e Romeo) је љубавно-драмски филм из 1954. године, режисера и сценаристе Рената Кастелинија, заснован на истоименој трагедији Вилијама Шекспира. Главне улоге у филму тумаче Лоренс Харви, Сузан Шентал, Флора Робсон, Мервин Џонс, Бил Траверс, Себастијан Кабот, Енцо Фјермонте и Џон Гилгуд. Филм је снимљен у британско-италијанској ко-продукцији и објављен је 1. септембра 1954. године.
Филм је освојио награду Златни лав на Филмском фестивалу у Венецији, а био је номинован за три награде БАФТА, укључујући оне за најбољи филм и најбољи британски филм. Национални одбор за рецензију филмова га је прогласио за најбољи страни филм 1954. године, а Кастелинија за најбољег редитеља године. Упркос похвалама критичара, није остварио комерцијални успех.

## Радња
Монтеки и Капулети, две породице ренесансне Италије, мрзе се годинама, али се син прве породице и ћерка потоње заљубљују једно у друго и потајно венчавају.

## Улоге
| Глумац           | Улога          |
| ---------------- | -------------- |
| Лоренс Харви     | Ромео Монтеки  |
| Сузан Шентал     | Јулија Капулет |
| Флора Робсон     | сестра         |
| Норман Вуланд    | Парис          |
| Мервин Џонс      | фратар Лоренс  |
| Бил Траверс      | Бенвоилио      |
| Себастијан Кабот | лорд Капулет   |
| Лидија Шервуд    | госпа Капулет  |
| Убалдо Золо      | Меркуцио       |
| Енцо Фјермонте   | Тибалт         |
| Џон Гилгуд       | хоровођа       |